# ATP Linz 1979
L'ATP Linz 1979 è stato un torneo di tennis giocato sul cemento. È stata la 1ª edizione del torneo che fa parte del Colgate-Palmolive Grand Prix 1979. Si è giocato a Linz in Austria dal 19 al 25 febbraio 1979.

## Campioni

### Singolare maschile
Peter Feigl ha battuto in finale  Hans Kary con il punteggio di 6–3, 6–4, 7–6

### Doppio maschile
Patrice Dominguez /  Gilles Moretton hanno battuto in finale  Szabolcz Baranyi /  Peter Szoke con il punteggio di 6–1, 6–4